# Aklanon jezik
Aklanon jezik (inakeanon, aklan, aklano, aklanon, aklanon-bisayan, panay; ISO 639-3: akl), jedan od dva aklanskih jezika kojim govori 395 000 ljudi (1990 census) u filipinskoj provinciji Aklan.
Pripadnici etničke grupe zovu se Akeanon ili Aklanon. Srodan je hiligaynonskom [hil]. Piše se latinicom.

## Vanjske poveznice
- Ethnologue (14th)
- Ethnologue (15th)